# İqor Getman
İqor Getman (6 luglio 1971) è un ex calciatore azero, di ruolo difensore.

## Carriera

### Club
Ha giocato nella massima serie del campionato russo con il Dinamo Stavropol e in quello azero con il Neftçi Baku.

### Nazionale
Con la Nazionale azera ha giocato 24 partite.